# Паупер
Па́упер, або па́впер, (походить від лат. pauper — бідний, незаможний) — людина, позбавлена будь-яких засобів до існування.
Звідси походить термін «пауперизм». Це, згідно з означенням радянських ідеологів, «масові злидні трудящих у суспільстві, де є експлуататорські класи».